# Pentito
Pentito, plural pentiti, ungefär: ’botgörare’, är ett italienskt juridiskt uttryck för en före detta terrorist eller förbrytare inom organiserad brottslighet som fullt ut samarbetar med polis och andra rättsliga myndigheter för att få lindrigare straff eller straffrihet genom att avge en fullständig redogörelse för sina brott, innefattande utpekande av övriga medverkande. Villkoren fastställdes för första gången formellt i lagtext 1982 (lag nr 304, 29 maj 1982). Begreppet som ursprugligen myntades inom journalistiken hör samman med två andra rättsliga kategorier:
- dissociati (plural): de som tar avstånd från sitt kriminella förflutna och erkänner sina brott, dock utan att namnge medbrottslingar. Även denna grupp fick straffrabatter fr.o.m. 1987.
- irriducibili (plural): de som varken samarbetar eller tar avstånd.